# Garowe
Garowe (ook: Garoe, Garoowe, Garoway, Geroweh, Gherròue, Gherrowe, Magiamacarscio, Arabisch: غاروي) is de hoofdplaats van de regio Nugaal in Somalië.

Het is tevens de hoofdstad van de semiautonome staat Puntland, die de gehele noordoostelijke hoek van Somalië omvat.
Garowe telt naar schatting 340.000 inwoners.

## Externe links

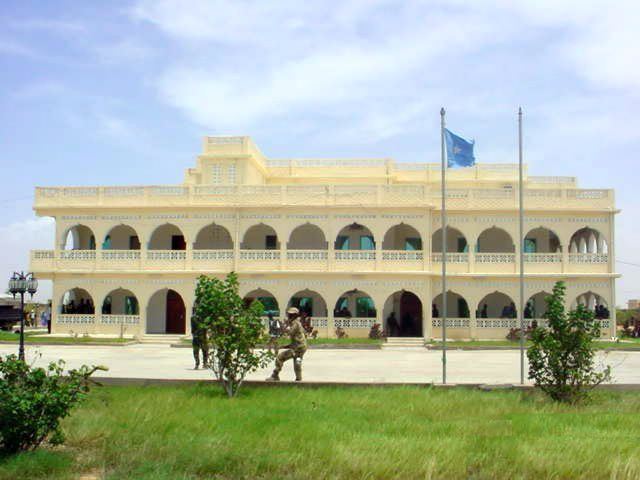
Presidentieel paleis in Garowe